# Falua
A falua é uma embarcação de transporte de carga e passageiros entre as duas margens do rio Tejo.
É uma embarcação de pequeno porte, com duas velas latinas triangulares.